# Aulachorhinus
Aulachorhinus är ett släkte av skalbaggar. Aulachorhinus ingår i familjen vivlar.
Kladogram enligt Catalogue of Life:
| Aulachorhinus | \| \| Aulachorhinus lama \| \| \| \| \| \| Aulachorhinus leucogrammus \| \| \| \| |
|               | \| \| Aulachorhinus lama \| \| \| \| \| \| Aulachorhinus leucogrammus \| \| \| \| |
|               | Aulachorhinus lama                                                                |
|               |                                                                                   |
|               | Aulachorhinus leucogrammus                                                        |
|               |                                                                                   |